# 张念群
张念群（1981年1月27日—），马来西亚政治人物，生於馬來西亞柔佛州峇株巴轄县。现任马来西亚通讯部副部长、柔佛古来国会议员、民主行动党全国副主席、妇女组主席兼柔佛州主席、希望联盟柔佛州妇女组署理主席。曾任马来西亚数字通讯部副部长、教育部副部长、雪兰莪沙登国会议员，以及民主行动党国际秘书。

## 个人背景
张念群出生于柔佛州峇株巴辖县，祖籍廣東潮州，中学时期于峇株巴辖华仁中学就读，父亲张敬良有2男2女，张念群在兄弟姐妹中排行第3。2006年，正式成为职业律师。2007年，担任马来亚大学学园选举亲学生阵线候选人的律师，代表马六甲猪农起诉马六甲州政府。

## 政治生涯
她于2008年1月加入民主行動黨，在第12屆馬來西亞全國大選中得票47,444票，以21,025多數票在馬華公会的堡壘區沙登（现万宜）國會選區勝出。2013年大選与2018年大選轉戰柔佛州古來，先后成功击败马华候选人郑振贤和宋乃順。
2017年民主行动党中央委员会重选，张念群得票1080，接任国际事务秘书一职。

### 教育副部长（2018年至2020年）
2018年5月9日马来西亚全国大选，希望联盟成功击败了执政60年的国阵，成为马来西亚的新政府之后，张念群受委马来西亚教育副部长一职，于7月2日正式上任。
2019年，马来西亚教育部因推出多项争议政策，引起民众对该部门的强烈反感。张念群大言不慚的自称是「史上最好的教育部副部长」，并挑战马华公会在国阵掌政时期，有哪一名教育部副部长比她做得更好。但后来因为她支持教育部在推出国小、淡小和华小在四年级教学中学习爪夷文的决定，声称学习爪夷文书文不会有考试负担。该政策曾一度引发国内种族对立，张念群的个人评价也因此下降。对此，他在同年12月公布其个人政绩，包括12大华文教育改革，试图挽留个人形象。

### 回归反对党议员
2020年2月24日，马来西亚政坛发生政治危机，导致希盟政权垮台，政府内阁因此随着解散，张念群也于2月28日辞去教育部副部长一职。最终由前希盟内政部长兼土著团结党主席慕尤丁于同年3月1日担任第八任首相，带领国民联盟掌握布城政权，马来西亚也进入国民联盟执政时期。张念群基于慕尤丁获最高元首苏丹阿都拉任命为第八任首相，希盟政权垮台已经是无可否认的事实，在其面子书张贴赴吉隆坡阿布卡里基金会出席马哈迪·莫哈末召开的希盟会议时，与马哈迪及其妻子茜蒂哈斯玛的合影。张念群认为，马哈迪依旧是她心目中认定的首相人选。并继续以反对党议员的身份，支持希盟重夺中央政权。
2021年4月，民主行动党在柔佛州委员会即将举行改选之际，以刘镇东为首的主流派，在选前受到党元老邓章钦与刘天球等保守派人士，以及柔佛州议员陈泓宾与巫程豪为首的草根派的严峻挑战。在5月2日，柔佛州行动党委员会改选成绩中，主流派阵营成功取得胜利，张念群以577票仅次于杨美盈高票当选，成功蝉联柔佛州署理主席。

### 通讯部副部长（2022年至今）
2022年12月10日，委成为马来西亚数字通讯部副部长。2023年12月12日，马来西亚数字通讯部划分为马来西亚通讯部和马来西亚数码部，原任数字通讯部副部长张念群，担任通讯部副部长。

## 争议事件

### 承认统考政策
张念群在2018年马来西亚大选前，扬言希盟竞选宣言的其中一项包含承认统考文凭，以讥讽国阵最后一里路永远走不完。她誓言一旦执政后，希盟将会承认独中统考文凭，允许独中生以统考文凭申请进入本地大学，承认独中统考说到做到，货真价实也不含糊。2018年7月2日担任教育副部长一职后，她在7月8日表示本身并非拖泥带水之人，因此会尽速完成政府承认统考文凭一事。2日后她作出澄清，指虽然其个人目标是希望在今年内能承认统考文凭，而不是说一定会在今年内承认，因为她不是决策者，必须交由内阁作最后决定。
惟直到2020年，希盟政府承认统考一事依然停滞不前。张念群在于同年1月1日出展一场交流会上回答出席者的提问时指出，如果希望联盟没有在本届执政期间兑现承认统考文凭竞选承诺，相信过后难以得到选民信任，到时她可以「收工回家」，对此促请民众在承认统考文凭课题上，给她更多时间与耐性。
2020年12月20日，张念群为自己刚出任教育部副部长时就发表「一年内承认统考」的豪言状语，但最终到了希盟政权垮台后都未能实践，承认当时的这番言论说得太快，可能并不成熟，向所有支持者公开道歉。

### 演唱会违规采断电言论
2023年10月30日，张念群在国会表示，海外艺人表演与电影播放中心（Puspal）、警方和地方政府当局会派员驻守演唱会现场监督，如果发现违反演出指南的表演，就会采取“紧急停止”（Kill Switch）措施，包括立即切断电源。她说，在英国乐团The 1975事件后，Puspal已对现有的演出指南展开研究。优大青年之声对立即切断电源举动表示质疑，若相关部门在表演进行时切断电源，都将对表演者自身或是上千上万观众的人身安全造成极大的威胁。张念群之后澄清，演唱会出现违规行为时采取断电的措施，并非是指全场断电，而是只针对舞台灯光、音乐进行断电管控。

### 国庆日宣传用词不当
2024年马来西亚国庆日，张念群在其社交平台透露国庆庆典的筹备工作，声称今次国庆创下了4大首创，尤其是舞龙舞狮表演，更坦然称这是马来西亚独立67年以来历史性有舞龙舞狮出现在国庆典礼上，为历史写下了新篇章。马华公会旗下的988电台则引用早期南洋商报的报道称，事实上马来西亚舞狮文化自1975年就曾融入部分州属的国庆庆典，而全国性的国庆庆典在2007年于默迪卡体育场举行的国庆晚会出现。还影响新加坡媒体跟随报道错误。民政党妇女组王煦棱撰文批评，身为通讯部副部长的张念群公然散播错误的讯息。

## 选举成绩
| 年份 | 选区             | 候选人 | 候选人           | 得票数 | 得票率 | 竞选对手               | 竞选对手           | 得票数 | 得票率 | 总票数  | 多数票 | 投票率 |
| ---- | ---------------- | ------ | ---------------- | ------ | ------ | ---------------------- | ------------------ | ------ | ------ | ------- | ------ | ------ |
| 2008 | 雪蘭莪 P102 沙登 |        | 张念群（行动党） | 47,444 | 62.23% |                        | 何启利（马华公会） | 26,419 | 34.65% | 76,236  | 21,025 | 80.40% |
| 2013 | 柔佛 P163 古来   |        | 张念群（行动党） | 43,338 | 57.78% |                        | 郑振贤（马华公会） | 29,888 | 39.85% | 75,010  | 13,450 | 89.30% |
| 2013 | 柔佛 P163 古来   |        | 张念群（行动党） | 43,338 | 57.78% | K.苏仁迪兰（独立人士） | 238                | 0.32%  |        | 75,010  | 13,450 | 89.30% |
| 2018 | 柔佛 P163 古来   |        | 张念群（行动党） | 55,312 | 64.68% |                        | 宋乃顺（马华公会） | 22,564 | 26.38% | 85,519  | 32,748 | 86.30% |
| 2018 | 柔佛 P163 古来   |        | 张念群（行动党） | 55,312 | 64.68% | 祖瓦西阿敏（伊党）     | 6,667              | 7.80%  |        | 85,519  | 32,748 | 86.30% |
| 2022 | 柔佛 P163 古来   |        | 张念群（行动党） | 65,529 | 56.86% |                        | 蔡建文（马华公会） | 29,506 | 25.60% | 115,253 | 36,023 | 76.20% |
| 2022 | 柔佛 P163 古来   |        | 张念群（行动党） | 65,529 | 56.86% | 陈振福（民政党）       | 20,218             | 17.54% |        | 115,253 | 36,023 | 76.20% |

## 著作
- 张, 念群, , 吉隆坡: 民主行动党: 300, 2011, ISBN 9789839820423
- 张, 念群, , 雪兰莪: 民主行动党: 184, 2013, ISBN 9789674190422

## 外部連結
- 张念群的Facebook專頁
- 專訪候選人‧刻苦耐勞有親和力‧張念群以劉德華為榜樣 （页面存档备份，存于）
- 時勢造英雄‧女傑放光芒 （页面存档备份，存于）

| 马来西亚国会下议院职务     | 马来西亚国会下议院职务                   | 马来西亚国会下议院职务   |
| -------------------------- | ---------------------------------------- | ------------------------ |
| 前任： 黄家定 国阵马华公会 | 古来国会议员 2013年6月24日至今           | 現任                     |
| 前任： 叶炳汉 国阵马华公会 | 沙登国会议员 2008年4月28日至2013年4月3日 | 繼任： 王建民 民联行动党 |